# Grades de l'armée colombienne
Cet article donne les grades militaires en vigueur dans les forces armées colombiennes.

## Lois fondamentales
Les grades professionnels dans les forces armées colombiennes sont fondés sur l'article 217 de la Constitution politique colombienne, enrégimenté à travers de multiples lois et décrets, à commencer par le décret 1790 de 2000, jusqu'à la dernière loi et la plus à jour, la loi 1405 de 2010.
Depuis l'ancien protocole, les classements des officiers militaires ont été légèrement modifiés: il ajoute les rangs de Lieutenant General (espagnol : Teniente General) pour l'Armée de Terre et la Police National, Air Lieutenant General (espagnol : Teniente General del Aire) pour l'Armée de l'Air, et Squadron Admiral ( espagnol : Almirante de Escuadra) pour la Marine. Ces grades sont identifiés par 3 étoiles ou soleils suivant la branche de service.

Ce changement a été institué afin de refléter plus fidèlement aux normes internationales dans la structure de commandement utilisé par d'autres forces armées. Le rang maximum réalisable formellement par un officier des forces armées est celui de General ou Admiral identifiés par 4 étoiles ou soleils suivant la branche de service.
En termes de protocole, l'ordre établi pour les forces est l' Armée de terre, la Marine, l' Armée de l'Air, la police, tel qu'établi par les Règles militaires du protocole (Reglamento de Protocolo Militar FFMM)

## Armée de terre colombienne(Ejército Nacional de Colombia)

Blason de l' Ejército Nacional de Colombia

L'Armée de terre est la plus importante des 3 branches de service des forces armées colombiennes, chargée de défendre la souveraineté et l'ordre sur le territoire national.
Les tableaux ci-dessous présentent les structures de rang et des insignes de grade pour les membres de l'armée de terre colombienne,.
| Officiers                        |                  |                                    |                           |                |                   |                       |                    |                |                 |                |                     |                        |               |
| Code OTAN                        | OF-10            | OF-9                               | OF-9                      | OF-8           | OF-7              | OF-6                  | OF-5               | OF-4           | OF-3            | OF-2           | OF-1                | OF-1                   | OF-1          |
| Colombie                         | Pas d'équivalent |                                    |                           |                |                   |                       |                    |                |                 |                |                     |                        |               |
| Espagnol                         | -                | General                            | General                   | Mayor General  | Brigadier General | Coronel               | Teniente Coronel   | Mayor          | Capitán         | Teniente       | Subteniente         |                        |               |
| Abré.                            | -                | GR                                 | GR                        | MG             | BG                | CR                    | TC                 | MY             | CT              | TE             | ST                  |                        |               |
| Anglais                          | -                | General of the Army                | General of the Army       | Major General  | Brigadier General | Colonel               | Lieutenant Colonel | Major          | Captain         | Lieutenant     | Second Lieutenant   |                        |               |
| Sous-officiers et hommes du rang |                  |                                    |                           |                |                   |                       |                    |                |                 |                |                     |                        |               |
| Code OTAN                        |                  | OR-9                               | OR-9                      | OR-8           | OR-7              | OR-6                  | OR-5               | OR-4           | OR-3            | OR-2           | OR-1                | OR-1                   | OR-1          |
| Colombie                         |                  |                                    |                           |                |                   |                       |                    |                |                 |                |                     |                        | pas d'insigne |
| Espagnol                         |                  | Sargento Mayor de Comando Conjunto | Sargento Mayor de Comando | Sargento Mayor | Sargento Primero  | Sargento Vice Primero | Sargento Segundo   | Cabo Primero   | Cabo Segundo    | Cabo Tercero   | Dragoneante         | Soldado Profesional    | Soldado       |
| Abré.                            |                  | SMCC                               | SMC                       | SM             | SP                | SV                    | SS                 | CP             | CS              | C3             | -                   | -                      | -             |
| Anglais                          |                  | Joint Command Sergeant Major       | Command Sergeant Major    | Sergeant Major | First Sergeant    | Sergeant First Class  | Second Sergeant    | First Corporal | Second Corporal | Third Corporal | Private First Class | Private (Professional) | Private Basic |

## Marine colombienne(Armada Nacional Colombiana)

Blason de l' Armada Nacional Colombiana

La Marine colombienne est la branche de service maritime des forces armées colombiennes, responsable de la sécurité et de la défense dans l'Atlantique (Caraïbes) et les mers du Pacifique de la Colombie, le vaste réseau de rivières à l'intérieur du pays, et quelques petites zones terrestres sous sa juridiction directe .
Les tableaux ci-dessous présentent les structures de rang et des insignes de grade pour le personnel de la Marine colombienne,.
Les grades d'officiers sont semblables à la marine austro-hongroise, mais les insignes suivent les modèles américains et britanniques avec l'utilisation de l'executive curl.
| Officiers                       |                  |                                             |                                       |                               |                          |                           |                            |                             |                     |                     |               |
| Code OTAN                       | OF-10            | OF-9                                        | OF-8                                  | OF-7                          | OF-6                     | OF-5                      | OF-4                       | OF-3                        | OF-2                | OF-1                | OF-1          |
| Colombie                        | pas d'équivalent |                                             |                                       |                               |                          |                           |                            |                             |                     |                     |               |
| Espagnol                        | -                | Almirante                                   | Vicealmirante                         | Contralmirante                | Capitán de Navío         | Capitán de Fragata        | Capitán de Corbeta         | Teniente de Navío           | Teniente de Fragata | Teniente de Corbeta |               |
| Abré.                           | -                | ALM                                         | VALM                                  | CALM                          | CN                       | CF                        | CC                         | TN                          | TF                  | TK                  |               |
| Anglais                         | -                | Admiral                                     | Vice Admiral                          | Rear Admiral, Counter Admiral | Ship-of-the-line Captain | Frigate Captain           | Corvette Captain           | Ship-of-the-line Lieutenant | Frigate Lieutenant  | Corvette Lieutenant |               |
| Sous-officers et hommes du rang |                  |                                             |                                       |                               |                          |                           |                            |                             |                     |                     |               |
| Code OTAN                       |                  | OR-9                                        | OR-9                                  | OR-8                          | OR-7                     | OR-6                      | OR-5                       | OR-4                        | OR-3                | OR-2                | OR-1          |
| Colombie                        |                  |                                             |                                       |                               |                          |                           |                            |                             |                     |                     | No equivalent |
| Espagnol                        |                  | Suboficial Jefe Técnico de Comando Conjunto | Suboficial Jefe Técnico de Comando    | Suboficial Jefe Técnico       | Suboficial Jefe          | Suboficial Primero        | Suboficial Segundo         | Suboficial Tercero          | Marinero Primero    | Marinero Segundo    | -             |
| Abré.                           |                  | SJTCC                                       | SJTC                                  | SJT                           | SJ                       | S1                        | S2                         | S3                          | MA1                 | MA2                 | -             |
| Anglais                         |                  | Joint Command Chief Technical Petty Officer | Command Chief Technical Petty Officer | Chief Technical Petty Officer | Chief Petty Officer      | Petty Officer First Class | Petty Officer Second Class | Petty Officer Third Class   | Seaman              | Seaman Recruit      | -             |

## Infanterie de Marine colombienne(Infantería de Marina de Colombia)

Blason de l'Infantería de Marina de Colombia

En Colombie, l'infanterie de marine est un Corps dépendant de la marine colombienne et non une branche autonome. Étant chargé des opérations amphibies, fluviaux et littoraux, l'Infanterie de Marine colombienne présente une combinaison quelque peu étrange de noms de rang issus de l'armée, combinées avec des insignes navales.
Les tableaux ci-dessous présentent les structures de rang et des insignes de grade pour le personnel d'infanterie de Marines colombienne.
| Officiers                        |                  |                                    |                           |                   |                  |                       |                  |                |                 |                |                 |
| Code OTAN                        | OF-10            | OF-9                               | OF-8                      | OF-7              | OF-6             | OF-5                  | OF-4             | OF-3           | OF-2            | OF-1           | OF-1            |
| Colombie                         | pas d'équivalent |                                    |                           |                   |                  |                       |                  |                |                 |                |                 |
| Espagnol                         | -                | General                            | Mayor General             | Brigadier General | Coronel          | Teniente Coronel      | Mayor            | Capitán        | Teniente        | Subteniente    |                 |
| Abré.                            | -                | GR                                 | MG                        | BG                | CR               | TC                    | MY               | CT             | TE              | ST             |                 |
| Anglais                          | -                | General                            | Major General             | Brigadier General | Colonel          | Lieutenant Colonel    | Major            | Captain        | Lieutenant      | Sub-lieutenant |                 |
| Sous-officiers et hommes du rang |                  |                                    |                           |                   |                  |                       |                  |                |                 |                |                 |
| Code OTAN                        |                  | OR-9                               | OR-9                      | OR-8              | OR-7             | OR-6                  | OR-5             | OR-4           | OR-3            | OR-2           | OR-1            |
| Colombie                         |                  |                                    |                           |                   |                  |                       |                  |                |                 |                | pas d'insigne   |
| Espagnol                         |                  | Sargento Mayor de Comando Conjunto | Sargento Mayor de Comando | Sargento Mayor    | Sargento Primero | Sargento Vice Primero | Sargento Segundo | Cabo Primero   | Cabo Segundo    | Cabo Tercero   | Infante Regular |
| Abré.                            |                  | SMCCCIM                            | SMCCIM                    | SMCIM             | SPCIM            | SVCIM                 | SSCIM            | CPCIM          | CSCIM           | C3CIM          | -               |
| Anglais                          |                  | Joint Command Sergeant Major       | Command Sergeant Major    | Sergeant Major    | First Sergeant   | Sergeant First Class  | Second Sergeant  | First Corporal | Second Corporal | Lance corporal | Private, Marine |

## Force aérienne colombienne(Fuerza Aérea Colombiana)

Blason de la Fuerza Aérea Colombiana

La Force aérienne colombienne est une branche de service des forces armées colombiennes chargé de la protection et de la défense de l'espace aérien souverain colombien.
Les tableaux ci-dessous présentent les structures de rang et des insignes de grade pour le personnel de la Force aérienne colombienne.
| Officiers                        |                  |                                  |                               |                          |                              |                        |                      |                      |                   |             |                   |
| Code OTAN                        | OF-10            | OF-9                             | OF-8                          | OF-7                     | OF-6                         | OF-5                   | OF-4                 | OF-3                 | OF-2              | OF-1        | OF-1              |
| Colombie                         | pas d'équivalent |                                  |                               |                          |                              |                        |                      |                      |                   |             |                   |
| Espagnol                         | -                | General del Aire                 | Teniente General del Aire     | Mayor General del Aire   | Brigadier General del Aire   | Coronel                | Teniente Coronel     | Mayor                | Capitán           | Teniente    | Subteniente       |
| Abré.                            | -                | GR                               | TG                            | MG                       | BG                           | CR                     | TC                   | MY                   | CT                | TE          | ST                |
| Anglais                          | -                | General of the Air               | Lieutenant General of the Air | Major General of the Air | Brigadier General of the Air | Colonel                | Lieutenant Colonel   | Major                | Captain           | Lieutenant  | Second Lieutenant |
| Sous-officiers et hommes du rang |                  |                                  |                               |                          |                              |                        |                      |                      |                   |             |                   |
| Code OTAN                        |                  | OR-9                             | OR-9                          | OR-8                     | OR-7                         | OR-6                   | OR-5                 | OR-4                 | OR-3              | OR-2        | OR-1              |
| Colombie                         |                  |                                  |                               |                          |                              |                        |                      |                      |                   |             | pas d'équivalent  |
| Espagnol                         |                  | Técnico Jefe de Comando Conjunto | Técnico Jefe de Comando       | Técnico Jefe             | Técnico Subjefe              | Técnico Primero        | Técnico Segundo      | Técnico Tercero      | Técnico Cuarto    | Aerotécnico | -                 |
| Abré.                            |                  | TJCC                             | TJC                           | TJ                       | TS                           | TP                     | T2                   | T3                   | T4                | AT          | -                 |
| Anglais                          |                  | Joint Command Chief Technician   | Command Chief Technician      | Senior Chief Technician  | Chief Technician             | Technician First Class | Technician 2nd Class | Technician 3rd Class | Junior Technician | Airman      | -                 |